# Hovedskade
Hovedskade er en hvilken som helst skade, der resulterer i et fysisk trauma på kraniet eller hjernen. Termerne traumatisk hjerneskade og hovedskade bliver ofte brugt synonymt i den medicinske litteratur. Denne brede klassifikation inkluderer neuronale skader, blødninger, vaskulære skader, kraniale nerveskader og subdural hygroma, foruden andre. Disse klassifikationer kan yderligere kategoriseres som åbne (penetrerende) eller lukkede hovedskader. Dette afhænger af om kraniet blev ødelagt eller ej. Fordi sådanne hovedskader dækker så stort et antal skader, er der mange årsager, heriblandt uheld, fald, vold eller trafikuheld. Mange af disse er lette, men nogle kan være svære og kræve hospitalsindlæggelse.